# Сафедорон (Таджикабадский район)
Сафедорон (тадж. Сафедорон; прежде — Карашахр) — сельский населённый пункт в Таджикабадском районе РРП Таджикистана. Входит в состав сельской общины (джамоата) Зарафшон. Расстояние от села до центра района (пгт Таджикабад) — 3 км, до центра джамоата (село Зафаробод) — 1 км. Население — 437 человек (2017 г.), таджики. Население в основном занято сельским хозяйством (животноводство и растениводство). Земли орошаются главным образом водами горных источников.